# Светско првенство у даљинском пливању 2007 — 25 километара за жене
Светско првенство у даљинском пливању 2007. одржано је у оквиру 12 ФИНА светског првенства у воденим спортовима 2007. у Мелбурну. Такмичење је одржано од 18. марта до 25. марта, на плажи Сент Килда. За такмичење се пријавило само 13 такмичарки из 10 земаља учесница, од којих је 10 прошло кроз циљ, а три су одустале. Ова дисцилина била је на програму 25. марта.
У приложеној табели дат је комплетан пласман такмичарки са постигнутим резултатима. Време је приказано у сатима.

## Резултати
| #  | Име                    | Држава           | год. рођења | време      | Поени    |
| -- | ---------------------- | ---------------- | ----------- | ---------- | -------- |
| 1  | Брита Камрау-Корештејн | Немачка          | 1979        | 5:37:11.66 | 18       |
| 2  | Калин Келер            | Сједињене Државе | 1985        | 5:39:39,62 | 16       |
| 3  | Ксенија Попова         | Русија           | 1988        | 5:39:51,51 | 14       |
| 4  | Ангела Маурер          | Немачка          | 1975        | 5:40:00,13 | 12       |
| 5  | Наталија Панкина       | Русија           | 1983        | 5:40:01,87 | 10       |
| 6  | Јана Печанова          | Чешка            | 1981        | 5:47:23,28 | 8        |
| 7  | Shelley Clark          | Аустралија       | 1981        | 5:47:24,88 | 6        |
| 8  | Лаура ла Пиана         | Италија          | 1981        | 6:07:21,71 | 5        |
| 9  | Malwina Bukszowana     | Пољска           | 1981        | 6:11:31,54 | 4        |
| 10 | Evelien Sohl           | Холандија        | 1986        | 6:24:25,82 | 3        |
|    | Алесандра Ромити       | Италија          | 1982        | одустала   | одустала |
|    | Дарија Поп             | Црна Гора        | 1988        | одустала   | одустала |
|    | Ева Берклунд           | Шведска          | 1984        | одустала   | одустала |